# Вторгнення в Саламауа-Лае
Вторгнення в Саламауа-Лае (японська назва Операція SR) — операція японських імператорських сил з окупації міст Саламауа та Лае, а також навколишніх територій на острові Нова Гвінея, 8-13 березня 1942 року під час Тихоокеанської кампанії Другої Світової війни. Японцям ці території були необхідні, щоб побудувати аеродром та військову базу для подальшого просування та підтримки японських військ у східній частині Нової Гвінеї та Кораловому морі. Невеликий австралійський гарнізон знаючи про японську висадку не чинив особливого опору.
У відповідь на висадку японського десанту ВМФ США за підтримки авіаносців Yorktown та Lexington здійснили атаку японських військово-морських сил 10 березня. Для підтримки авіаносців були виділені вісім бомбардувальників В-17 з 435-ї ескадрильї з військової бази «RAAF Base Townsville», Таунсвіль, Австралія та вісім бомбардувальників Hudson з 32-ї ескадрильї в Порт-Морсбі, Нова Гвінея. В результаті цього рейду були потоплені три японські транспорти і ще декілька суден пошкоджені.
Незважаючи на втрати, отримані під час повітряного нальоту, японські війська успішно зайняли Лае та Саламауа і почали будівництво бази та аеродрому. Пізніше, завдяки побудованому аеродрому та розміщенню бази військових літаків, японці отримали перевагу в повітрі над ВПС Союзників, які були розташовані в Порт-Морсбі. В липні 1942 року, після того як японці відмовилися від планів захоплення Порт-Морсбі з моря, військова база в Лае-Саламауа здійснювала підтримку невдалого наступу японців на Кокодському шляху.

## Вторгнення
Для підтримки висадки японців з моря Імператорський флот Японії сформував групу, яка складалася з важких крейсерів «Аоба», «Кінугаса», «Фурутака» і «Како» під командуванням контр-адмірала Гото, легких крейсерів «Тенрю» і «Тацута» під командуванням контр-адмірала Марумо Кунінорі, ескадрених міноносців «Муцукі», ««Мотідзукі»», «Яйой», «Асанагі», «Оіте» і «Юнагі», а також легкий крейсер «Юбарі» під командуванням контр-адмірала Касіока Садаміті та заправщик «Того Мару».
Флот вторгнення залишив Рабаул 5 березня 1942 року в супроводі чотирьох важких крейсерів, двох легких крейсерів, есмінців та допоміжних суден. Військові транспорти «Йокогама Мару» та «Чайна Мару» відплили до Саламауа, а транспорти «Конго Мару» і «Кокай Мару», разом з мінним загороджувачем «Теньо Мару» були направлені до Лае. 8 березня 1942 року японці висадилися в Лае та Саламауа. В Лае японці висадилися не зустрівши опору. Невеликий загін добровольців та співробітників R.A.A.F. пошкодив основні елементи інфраструктури радіостанції в Саламауа та відступив в гори.

## Рейд авіаносців
Вранці 10 березня 1942 року спеціальна група, що складалася з авіаносців Lexington та Yorktown, відправила свої літаки від затоки Папуа до південного узбережжя Нової Гвінеї. Японці не очікували нападу, тому поява американських літаків для них була несподіванкою.
Першими атакували північний район висадки японських військ бомбардувальники SBD Dauntless з авіаносця Lexington в 09:22. Вони скинули бомби на японські судна поблизу Лае. Незабаром в 09:38 були атаковані японські війська під Саламауа. Після цього до атаки приєдналися вісім бомбардувальників В-17, які прилетіли з Таунсвіля.
Три транспорти, «Конго Мару», «Теньо Мару» і «Йокогама Мару», були потоплені. Крім того, легкий крейсер «Юбарі», два есмінця («Асанагі» і «Юнагі»), транспорт «Кока Мару», мінний загороджувач «Цугару», гідроавіаносець «Кійокава Мару» і тральщик «Тама Мару № 2» були пошкоджені. Через три дні «Тама Мару № 2» потонув через отримані пошкодження.
Американці втратили один бомбардувальник, який був збитий японцями зенітним вогнем. Ще два літаки були пошкоджені та приземлилися в Порт-Морсбі. Решта літаків успішно повернулися.